# نيستور كولميناريس
نيستور كولميناريس (بالإسبانية: Néstor Colmenares) مواليد 5 سبتمبر 1987 في كاراكاس، هو لاعب كرة سلة فنزويلي. يلعب في الدوري الفنزويلي لكرة السلة. يحمل الرقم 43. يبلغ طوله 6 قدم 8 بوصة (2.0 م). مثّل منتخب بلاده. شارك في دورة الألعاب الأولمبية الصيفية سنة 2016. حقق المركز الأول في بطولة أمم الأمريكتين لكرة السلة 2015.

## سجل المنافسة
شارك في المنافسات التالية:
- الألعاب الأولمبية الصيفية 2016
- بطولة أمم الأمريكتين لكرة السلة 2013
- بطولة أمم الأمريكتين لكرة السلة 2015

## الميداليات
| الميدالية | المسابقة                             |
| --------- | ------------------------------------ |
| ذهبية     | بطولة أمم الأمريكتين لكرة السلة 2015 |

## روابط خارجية
- نيستور كولميناريس على موقع الاتحاد الدولي لكرة السلة (الإنجليزية)
- نيستور كولميناريس على موقع كرة السلة الأوروبية.كوم (الإنجليزية)
- نيستور كولميناريس على موقع ريلجم (الإنجليزية)
- نيستور كولميناريس على موقع بروبوليرز (الإنجليزية)
- نيستور كولميناريس على موقع سبورتس رفرنس (الإنجليزية)
- نيستور كولميناريس على موقع أوليمبيديا (الإنجليزية)